# 보리스 칼로프

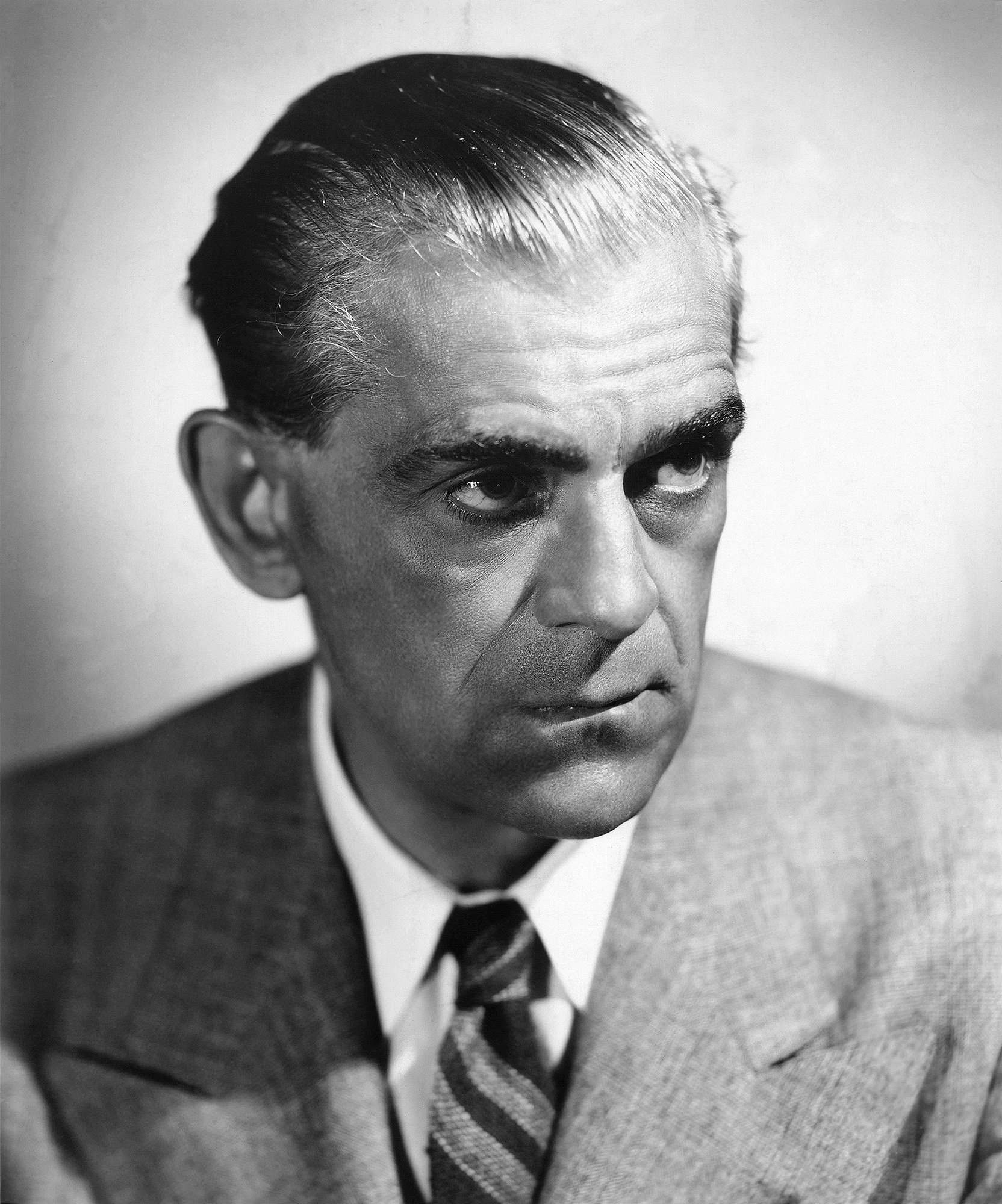
보리스 칼로프

윌리엄 헨리 프래트(William Henry Pratt, 1887년 11월 23일 ~ 1969년 2월 2일) 또는 그의 예명 보리스 칼로프(Boris Karloff, 보리스 카를로프)는 잉글랜드의 배우이다.

## 출연

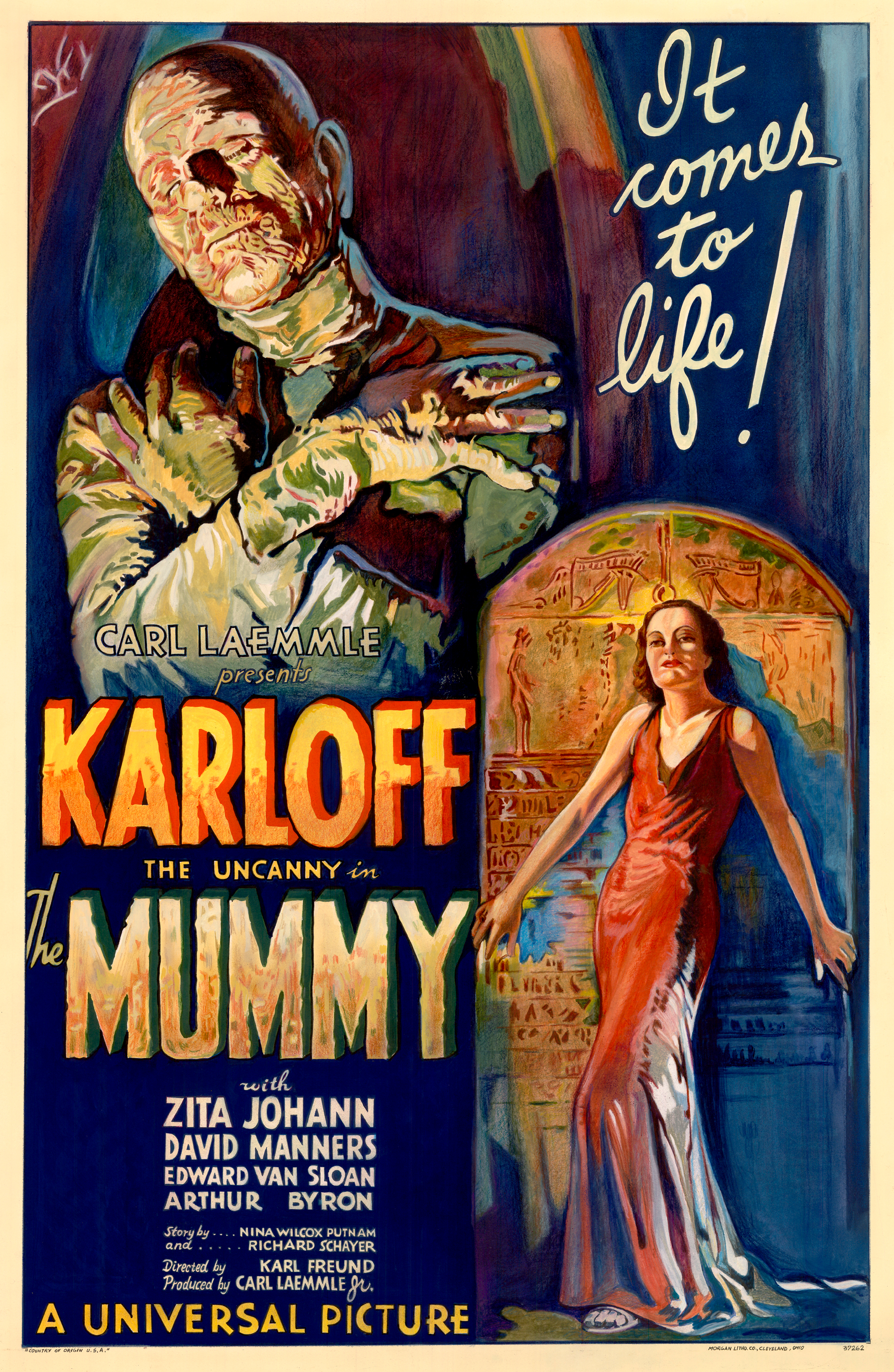
《미이라》(1932년)

- 1968년: 죽음의 파티 (Cauldron Of Blood ) - 찰스 밧슈 역
- 1968년: 타겟 (Targets)
- 1967년: 괴물들의 파티 (Mad Monster Party?) - 바론 보리스 역
- 1965년: 악령의 미스테리 (Die, Monster, Die!) - 나훔 위틀리 역
- 1963년: 테러 (The Terror)
- 1962년: 아웃 오브 디스 월드 (Out Of This World)
- 1958년: 프랑켄슈타인 1970 (Frankenstein - 1970) - 바론 빅터 역
- 1948년: 황제의 나이팅게일 (The Emperor's Nightingale / Cisaruv Slavik)
- 1945년: 신체 강탈자 (The Body Snatcher) - 캡만 존 그레이 역
- 1939년: 프랑켄슈타인 3 : 프랑켄슈타인의 아들 (Son Of Frankenstein)
- 1934년: 하우스 오브 로칠드 (The House Of Rothschild) - 레드란츠 역
- 1932년: 미이라 (The Mummy) - 임호텝 역
- 1931년: 파이브 스타 파이널 (Five Star Final)
- 1920년: 라스트 모히칸 (The Last Of The Mohicans)